# Consoante alveolar
Na fonética articulatória, uma consoante alveolar ou simplesmente alveolar é toda consoante cujo som é articulado no encontro da língua com os alvéolos dentários, região do trato vocal situada acima dos dentes superiores. A região da ponta da língua pode afetar a forma como as consoantes são produzidas em algumas línguas, havendo a distinção entre consoantes apicais (produzidas com a ponta da língua) e laminares (produzidas com a "lâmina", região mais plana da língua).

## Variações
Há diversos exemplos de consoantes alveolares reconhecidas pelo AFI (Alfabeto Fonético Internacional), das quais alguns exemplos são encontrados na língua portuguesa:
- Plosivas alveolares desvozeada e vozeada: respectivamente, as consoantes [t] e [d] em tudo.
- Nasal alveolar [n], como em nasal.
- Tepe alveolar [ɾ], como em barata.
- Fricativas alveolares desvozeada e vozeada: respectivamente, [s] e [z] em sazonal.
- Lateral alveolar [l], como em lápis.

Segue abaixo uma tabela com todas as variações das consoantes alveolares:
| AFI | Descrição                                              | Exemplos                 | Exemplos                   | Exemplos     | Exemplos                   |
| AFI | Descrição                                              | Língua                   | Ortografia                 | AFI          | Tradução                   |
| --- | ------------------------------------------------------ | ------------------------ | -------------------------- | ------------ | -------------------------- |
| n̥   | nasal alveolar surda                                   | Birmanês                 | နှာ                          | [n̥à]         | nariz                      |
| n   | nasal alveolar                                         | Português                | banana                     | [banɐna]     |                            |
| t   | plosiva alveolar surda                                 | Português                | tatu                       | [tatu]       |                            |
| d   | plosiva alveolar sonora                                | Português                | dado                       | [dadʊ]       |                            |
| s   | fricativa alveolar surda                               | Português                | sal                        | [saw]        |                            |
| z   | fricativa alveolar sonora                              | Português                | zarabatana                 | [zaɾabatɐna] |                            |
| t͡s  | africada alveolar surda                                | Português                | pizza                      | [pit͡sɐ]      |                            |
| d͡z  | africada alveolar sonora                               | Armênio                  | ձուկ                       | [d̻͡z̪uk]ⓘ      | peixe                      |
| ɬ   | fricativa lateral alveolar surda                       | Mapudungun               | kaül                       | [kɜˈɘɬ]      | uma música diferente       |
| ɮ   | fricativa lateral alveolar sonora                      | Zulu                     | dlala                      | [ˈɮálà]      | jogar                      |
| t͡ɬ  | africada lateral alveolar surda                        | Tsez                     | элIни                      | [ˈʔe̞t͡ɬni]    | inverno                    |
| d͡ɮ  | africada lateral alveolar sonora                       | Pa Na [en]               |                            | [d͡ɮau˩˧]     | 'fundo'                    |
| ɹ   | aproximante alveolar                                   | Português                | vermelho (alguns dialetos) | [veɹmeλʊ]    |                            |
| θ̠   | fricativa alveolar não-sibilante surda                 | Inglês irlandês          | Italy                      | [ˈɪθ̠ɪli]     | Itália                     |
| ð̠   | fricativa alveolar não-sibilante sonora                | Inglês de Liverpool [en] | maid                       | [meɪð̠]       | empregada                  |
| l   | aproximante lateral alveolar                           | Português                | lá                         | [la]         |                            |
| ɫ   | aproximante lateral alveolar velarizada                | Inglês                   | milk                       | [mɪɫk]       | leite                      |
| ɾ   | tepe alveolar                                          | Português                | arara                      | [aɾaɾa]      |                            |
| ɺ   | tepe lateral alveolar sonoro                           | Venda                    |                            | [vuɺa]       | abrir                      |
| r   | vibrante múltipla alveolar                             | Espanhol                 | perro                      | [pero]       | cachorro                   |
| tʼ  | ejetiva alveolar                                       | Georgiano                | ტიტა                       | [tʼitʼa]     | tulipa                     |
| t͡s  | ejetiva alveolar africada                              | Checheno                 | цIе                        | [t͡sʼe]       | 'nome'                     |
| sʼ  | ejetiva alveolar                                       | Amárico                  | ጼጋ                         | [sʼɛɡa]      |                            |
| t͡ɬʼ | africada alveolar ejetiva lateral                      | Navajo                   | tłʼóoʼdi                   | [t͡ɬʼóːʔtɪ̀]   | 'fora'                     |
| ɬ’  | fricativa alveolar ejetiva lateral                     | Adigue                   | плӀы                       | [pɬ’ə]       | 'quatro'                   |
| ɗ   | implosiva alveolar sonora                              | Vietnamita               | đã                         | [ɗɐː]        | Indicador de tempo passado |
| ɗ̥   | implosiva alveolar surda                               |                          |                            |              |                            |
| ǃ   | click alveolar apical (diversas consoantes distintas)  | Nama                     | !oas                       | [ᵑ̊ǃˀoas]     | oco                        |
| ǁ   | click alveolar lateral (diversas consoantes distintas) | Nama                     | ǁî                         | [ᵑ̊ǁˀĩː]      | discutiu                   |

## Ocorrência
As consoantes alveolares, em especial as consoantes /t/ e /n/, estão entre as mais comuns nas línguas humanas, com ambas estando presentes em mais de 75% das línguas documentadas. Em casos onde essas duas consoantes não estão presentes (como a língua Makah), são documentadas outras consoantes do mesmo tipo, como /l/ e /s/.